# Palla Strozzi

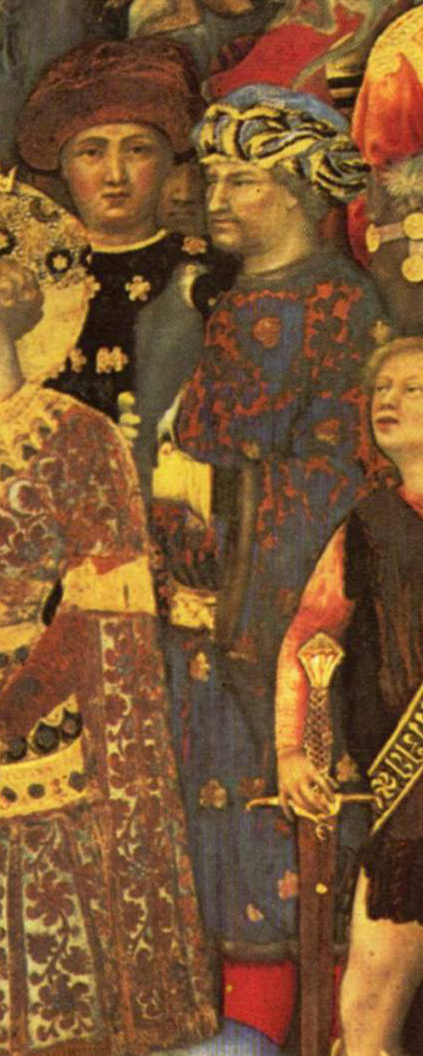
Palla (sulla destra) e Lorenzo Strozzi, dettaglio dellAdorazione dei Magi di Gentile da Fabriano (1423)

Stemma degli Strozzi

Palla di Onofrio Strozzi (o Palla di Noferi) (Firenze, 1372 – Padova, 8 maggio 1462) è stato un banchiere, politico, letterato, filosofo e filologo italiano.

## Biografia
Figlio di Onofrio (Noferi) Strozzi e di Alessandra di Scolaio Cavalcanti, grazie alla ricchezza accumulata nelle ultime generazioni dalla sua famiglia poté istruirsi presso letterati ed umanisti, e grazie all'interesse e all'intelligenza, divenne uno dei più fini uomini di cultura fiorentini del suo tempo.
Ricco e colto, commissionò numerose opere d'arte, tra le quali la Cappella Strozzi (oggi Sagrestia) nella Basilica di Santa Trinita, opera di Filippo Brunelleschi e Lorenzo Ghiberti (1419-1423). La cappella, progetto irrealizzato di suo padre Noferi, venne fatta erigere in sua memoria da Palla dopo la morte, e ne ospitò la sepoltura monumentale. Per questo ambiente commissionò l'Adorazione dei Magi a Gentile da Fabriano e la Deposizione dalla Croce a Lorenzo Monaco, terminata poi da Beato Angelico che ne fece uno dei suoi capolavori. 
Fu fatto Cavaliere dai Reali Angioini di Napoli nel 1415, quando vi si recò per conto della Repubblica di Firenze per congratularsi delle nozze avvenute fra la Regina Giovanna II di Napoli e Giacomo II di Borbone. Abitò Villa La Petraia sui colli di Firenze, che sarà poi dei de' Medici. 

### L'opposizione ai Medici
Collezionista di libri rari e conoscitore del greco e del latino, si trovò già sessantenne invischiato nell'opposizione strenua contro Cosimo de' Medici, nel momento in cui Palla Strozzi era il maggior contribuente della Repubblica fiorentina. 
Cosimo il Vecchio la cui famiglia era da poco salita nell' élite economica e politica di Firenze, era l'uomo che per la prima volta si era di fatto preso tutto il potere cittadino, grazie a un sistema di clientelismo con uomini chiave alla guida degli uffici della Repubblica fiorentina. Davanti a Cosimo solo due strade erano possibili: l'alleanza accettando un ruolo subordinato o lo scontro frontale; e Palla, forte della sua ricchezza e fiero della propria cultura, fu a capo della fazione antimedicea assieme ad un altro oligarca indomabile, Rinaldo degli Albizi.
In un primo momento la fortuna arrise alla sua fazione, riuscendo ad ottenere prima l'incarcerazione di Cosimo, poi la dichiarazione del medesimo come magnate, cioè tiranno, ed il suo conseguente esilio dalla città (1433). L'obiettivo dello Strozzi comunque non era tanto l'eliminazione di un avversario, ma la restaurazione della libertas fiorentina e in questo fu diverso dall'alleato Rinaldo degli Albizi.
Intanto Cosimo mandava già segni di prepararsi a un rientro, che avvenne puntuale al cambio di governo con il veloce avvicendamento dei gonfalonieri, meno di un anno dopo la sua partenza da Firenze.

### L'esilio
Tra i primi provvedimenti vi è proprio la vendetta sugli avversari, con l'esilio delle famiglie degli Albizi e degli Strozzi, e in questo Cosimo fu favorito anche dall'appoggio popolare che lui e la sua casata si erano saputi conquistare.
Nel 1434 quindi lo Strozzi parte per la città universitaria di Padova, dove si preparava per un rientro che non avvenne mai. La sua casa di Padova, nella quale egli visse una seconda giovinezza, fu un ritrovo di artisti e letterati, nel periodo d'oro quando la città veneta era uno dei centri culturali più notevoli della penisola italiana, per certi risultati artistici più importante della stessa Firenze (si pensi ai capolavori lasciati proprio da due fiorentini come Giotto o Donatello). Nel Palazzo Strozzi (oggi Palazzo Fiocco) di Prato della Valle, fatto costruire nel 1441, ospitava umanisti come Giovanni Argiropulo, Rettore dell'Università di Padova e tra i primi promotori della riscoperta degli autori antichi nell'Europa occidentale. La sede della sua banca fu invece nell'odierno Palazzo Cattaneo Strozzi. Lasciò la sua raccolta di libri rari, arricchita ulteriormente durante il suo soggiorno padovano, al monastero di Santa Giustina. Morì a Padova l'8 maggio 1462 e fu sepolto nella vicina chiesa di Santa Maria di Betlemme.

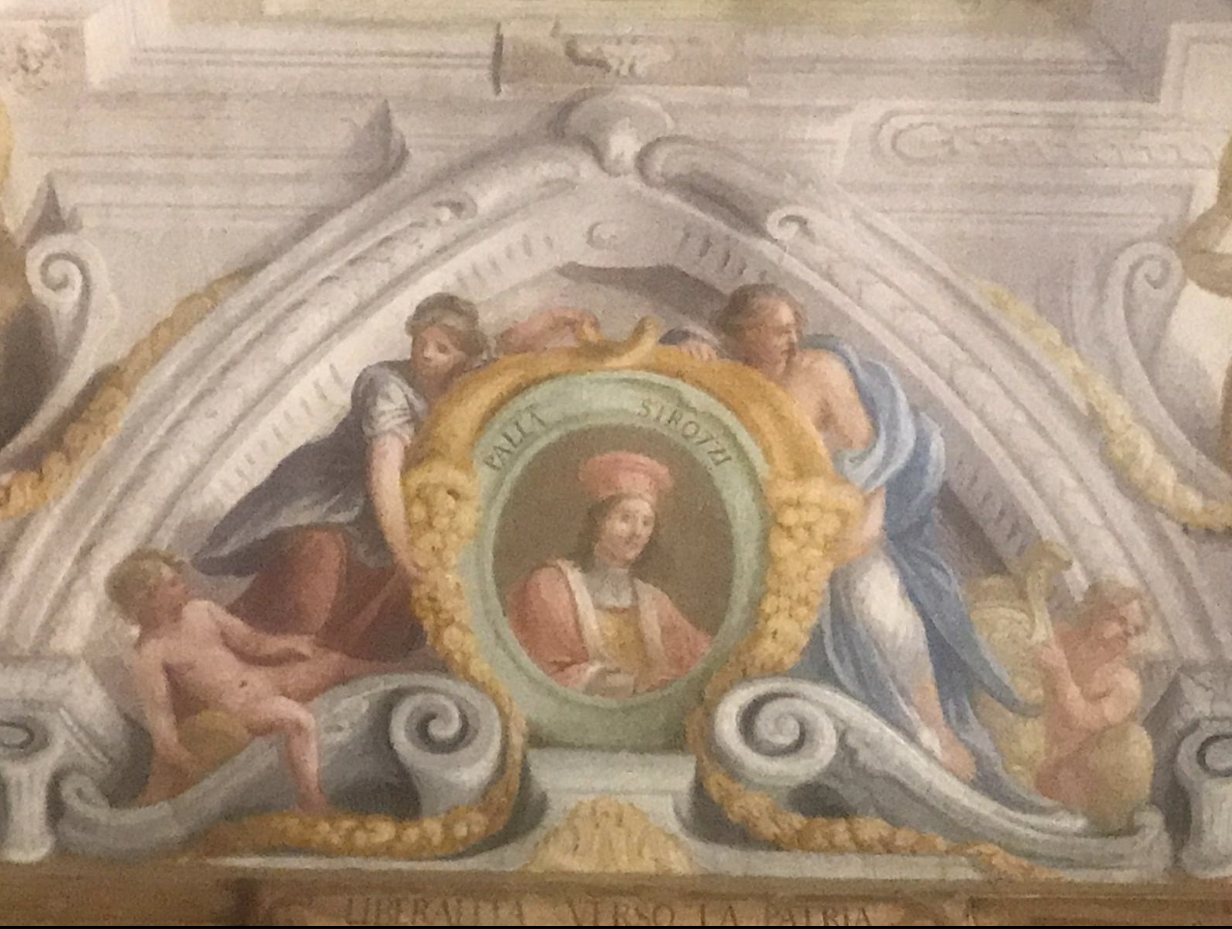
"Liberalità Verso la Patria", con raffigurazione di Palla Strozzi. Affresco nelle volte della Galleria degli Uffizi

## Matrimoni e discendenza
Dalla moglie Marietta di Carlo Strozzi, sua lontana parente, sposata nel 1397, ebbe undici figli: 
- Lorenzo (1404 - assassinato, Gubbio 1451), sposò Alessandra Bardi (1411-1465); da loro discese il ramo di Ferrara estintosi nel 1737.
- Bartolomeo (ca. 1410 - 23 luglio 1426[4])
- Onofrio (1411 - dopo il 1469[5]), seguì il padre in esilio a Padova; senza discendenza
- Nicola detto Tita (1412 - post 1433)Andrea Mantegna, Cappella Ovetari, Chiesa degli Eremitani. Padova. Secondo il Vasari, sono qui rappresentati gli amici del Mantegna: Onofrio (Nofri) Strozzi, figlio di Palla Strozzi; il dottor Girolamo della Valle e l'avvocato Bonifacio Frugimelica

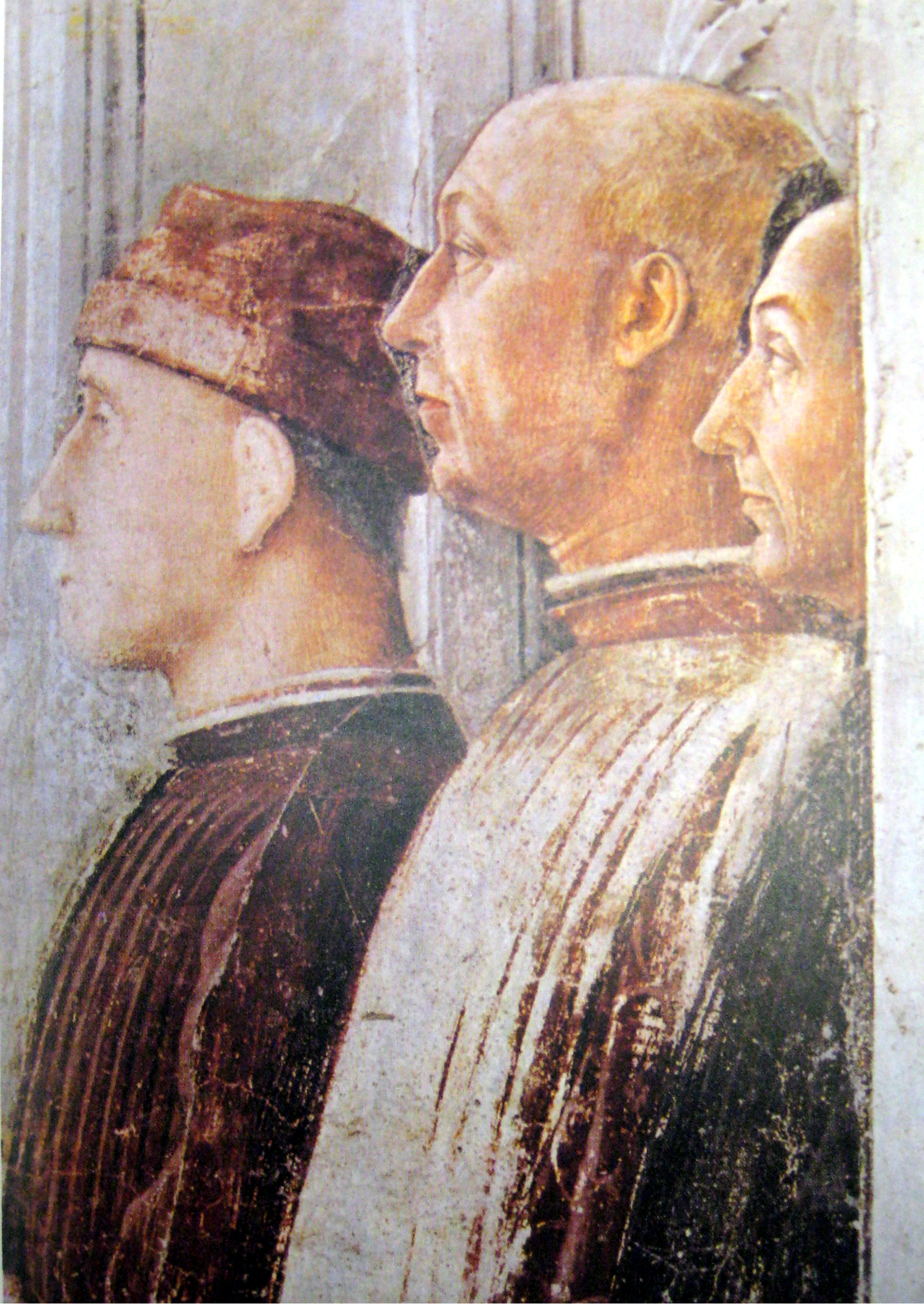
Andrea Mantegna, Cappella Ovetari, Chiesa degli Eremitani. Padova. Secondo il Vasari, sono qui rappresentati gli amici del Mantegna: Onofrio (Nofri) Strozzi, figlio di Palla Strozzi; il dottor Girolamo della Valle e l'avvocato Bonifacio Frugimelica

- Gianfrancesco (1418 - c. 1468), cercò di rientrare a Firenze e cacciare i De' Medici, senza esito; sposò Luisa Donato, e da loro discese il ramo di Ferrara estintosi nel 1617,  confluito negli Strozzi 'di Mantova' per matrimonio
- Carlo (m. 1450), Cameriere segreto di Papa Niccolò V a Roma; senza discendenza
- Margherita, sposò nel 1416 Francesco Soderini
- Lena (m. agosto 1449), sposò nel 1421 Donato Acciaiuoli e nel 1432 Felice Brancacci
- Tancia, sposò nel 1423 Tommaso Sacchetti
- Jacopa (1413[6] - 24 aprile 1468[7]), sposò nel 1428 Giovanni di Paolo Rucellai
- Ginevra (1423 - ottobre 1449[8]), sposò nel 1436 Francesco di Matteo Castellani

In tarda età si sposò con una figlia di Felice Brancacci, che lo seguì a Padova.
I suoi discendenti si stabilirono in seguito a Ferrara e diedero origine al ramo ferrarese degli Strozzi.